# クローディン2
クローディン2（英: claudin-2）は、約23 kDa（キロダルトン）の膜タンパク質である。細胞膜を4回貫通しており、N末端とC末端は細胞質にある。C末端のチロシン-バリンを含む保存されたPDZ結合モチーフを介してタイトジャンクション裏打ちタンパク質のZO-1と結合する。

## 機能と疾患
クローディン2は、クローディンファミリーの一つでタイトジャンクションの主要構成成分である。特に、肝臓や腎臓に発現が多い。leakyタイプのクローディンに分類され、カチオンをよく通す。
クローディン2のノックアウトマウスは一見正常だが、腎臓の近位尿細管のタイトジャンクションにおける水と塩化ナトリウムの再吸収が低下しているため、塩負荷時の飲水量が上昇する。

## 発見の経緯
クローディン2は1998年に京都大学の月田承一郎らのグループによって報告された。